# ジェームズ・マクファデン
ジェームズ・ヘンリー・マクファデン（James Henry McFadden, 1983年4月14日 - ）は、スコットランド・グラスゴー出身の元サッカー選手、スコットランド代表。ポジションはMF、FW。
マザーウェルFCにてキャリアを開始し、2002-03シーズンは公式戦19得点を挙げる活躍でスコットランドPFA年間最優秀若手選手賞を受賞し、一躍有名となる。2003年には移籍金125万ポンドでエヴァートンFCと契約する。エヴァートンで定位置確保に苦戦したことで、2008年1月に移籍金500万ポンドでバーミンガム・シティFCへ売却されると、すぐさま定位置を奪取したが、2010-11シーズン中に重傷で大半の試合の欠場を余儀なくされ、その間にチームは降格となり、そして契約が延長されることはなかった。フィットネスを取り戻した後、2011年10月に自由移籍でエヴァートンに復帰し、サンダーランドAFCでの3ヶ月を経て、キャリアを開始したマザーウェルに復帰した。
スコットランド代表としては、2002年の初出場以来、2010年までの間に48試合15得点を記録。2007年9月12日にパルク・デ・プランスで行われたUEFA EURO 2008予選のフランス戦での得点は代表史上最も有名な得点の1つと認識されている。

## 経歴

### クラブ

#### マザーウェル (1度目)
グラスゴーのスプリングバーンで生まれ、マザーウェルFCの下部組織を経て、同クラブのトップチームから17歳でプロデビューを飾る。2002-03シーズンは、イエローカード15枚、レッドカード1枚を貰う激しいプレーで批判を受けつつ、低迷するチームの中にあって公式戦34試合19得点と気を吐き、スコットランドPFA年間最優秀若手選手賞を受賞した。なお、同シーズンは最下位の12位で終了し、チームを救うことは出来なかったが、ディヴィジョン1王者フォルカークFCがスタジアム基準を満たせなかったことで降格は回避出来た。フィアー・パークで行われたリヴィングストンFC戦 (6-3)でハットトリックを達成し、これがマザーウェルでの最後の試合となった。

#### エヴァートン (1度目)
2003年9月1日に移籍金125万ポンドでプレミアリーグ (イングランド1部)のエヴァートンFCと契約する。エヴァートンでは、デイヴィッド・モイーズ監督が本職のフォワードではなく左サイドハーフで起用していたことでマザーウェル時代とは違い得点力は鳴りを潜め、加入から1年以上が経った2005年1月1日のトッテナム・ホットスパーFC戦まで初得点を待たなければならずにいた。2得点目はそれから1週間後に訪れ、FAカップ3回戦のプリマス・アーガイルFC戦だった。2005-06シーズンは、本来のフォワードの位置で起用されて出場機会が大幅に増加しており、自身と違うセンターフォワードタイプのジェームズ・ビーティーとコンビを確立し、7得点を挙げるなど、加入以来最高のシーズンとなったが、翌2006-07シーズンは、アンディ・ジョンソンの加入にヴィクター・アニチェベとジェームズ・ヴォーンの台頭、更に2007年1月24日の第5中足骨の骨折で離脱と以前と同様の状況に陥っていた。その状況下において、約3ヶ月の離脱を経て、復帰初戦となった2007年4月15日のチャールトン・アスレティックFC戦 (2-1)で後半から出場すると、ロスタイムにボレーで決勝点を挙げて勝ち点獲得に貢献すると共にSky Sportsの読者による月間最優秀ゴール賞に選出された。
負傷から完全回復した2007-08シーズンは、重要な得点を幾つか決めており、2007年10月には、UEFAカップ 2007-08のメタリスト・ハルキウ戦で勝利に繋がる重要な同点ゴール、2008年1月1日のミドルズブラFC戦では、先日急逝したマザーウェルの元主将フィル・オドネルへ向け、得点後に喪章に触れて空に指を向けた。

#### バーミンガム・シティ
2008年1月18日に移籍金500万ポンド (最大600万ポンド)でバーミンガム・シティFCと3年半 (2年オプション)契約を締結する。出場4試合目となった2月9日のウェストハム・ユナイテッドFC戦において、ルーカス・ニールのファウルでペナルティーキックを貰って初得点を挙げ、次のアーセナルFC戦では、ロスタイムに20ヤードの距離からフリーキックによる同点ゴールを挙げた。途中加入した2007-08シーズンは、すぐさま定位置を確保するも、奮闘虚しくシーズン終了後にチャンピオンシップ (2部)へ降格してしまったが、翌2008-09シーズンも引き続き中心選手としてプレーし、1シーズンでのプレミアリーグ復帰に貢献しており、2009-10シーズンは昇格組ながらも9位と躍進するチームの快進撃を支えた。しかし、2010年8月に十字靭帯を損傷すると、2011年3月にチーム練習に一旦復帰をしたが、最終的にシーズン中の本格的な復帰は叶わず、2009-10シーズン終了後に行われた契約交渉は合意せず退団となった。

#### エヴァートン (2度目)
フィットネスを取り戻す為に契約満了後もバーミンガムに残留して練習を積んだ後、2011年9月にはウルヴァーハンプトン・ワンダラーズのトライアルに参加していた。契約は纏まらず、10月中旬になるとセルティックFCと交渉中と報じられていたが、10月17日に2011-12シーズン終了までの契約でエヴァートンと2度目の契約を締結する。契約から翌日のリザーブチームの試合において、膝の負傷以来1年1ヶ月ぶりの実戦を経験し、11月5日のニューカッスル・ユナイテッドFC戦で81分からエヴァートンでの2度目の初出場を飾ったものの、先発を任されるまでは2012年4月のサンダーランドAFC戦まで待たなければならなかった。2度目のエヴァートンでは、8試合の出場にとどまり、シーズン終了後には、契約満了に伴い退団した。

#### サンダーランド
2012-13シーズン前は、古巣マザーウェルの練習に参加し、2012年7月21日には、スティーヴン・ハメルの為に行われたエヴァートンとの顕彰試合に出場していた。その後、マクファデンとマザーウェルが契約交渉を行っていることをステュアート・マッコール監督が認めたが、最終的に破談となった。
2012年9月にサンダーランドAFCのトライアルに参加し、10月26日に同クラブと2013年1月までの3ヶ月の短期契約を締結する。12月15日にオールド・トラッフォードでのマンチェスター・ユナイテッドFC戦で初出場を飾り、本拠地での初出場は2013年1月12日のウェストハム戦だった。

#### マザーウェル (2度目)
サンダーランドとの契約延長を勝ち取ることが出来なかった後、再び古巣マザーウェルの練習に参加し、2013年2月17日に同クラブと2013-14シーズン終了までの契約を締結する。27日のセルティック戦で初出場を飾って以来、中心選手としてプレーする中、3月15日のハイバーニアンFC戦で初得点を含む2得点を挙げてマン・オブ・ザ・マッチに選出され、4月16日のセント・ミレンFC戦では後半に同点ゴール、5月5日のインヴァネス・カレドニアン・シッスルFC戦では再び2得点を挙げるなどの活躍により、シーズン終了後にはクラブから新契約を提示された。これに対してマクファデンは、保留にし、一時は自由契約選手の立場となったようにクラブとの将来は不明瞭だったが、それにもかかわらず、2013-14シーズン前にスペインで行われた合宿に参加し、ニューカッスルとの親善試合ではチップキック所謂パネンカでペナルティーキックを決めていた。2013年7月17日にマザーウェルとの1年契約に応じる構えを見せ、19日に正式に契約を締結する。その際に他クラブから、より良いオファーがあったが断ったことを明かした。
2013-14シーズンは右サイドハーフとしてスタートを切ったが、前半戦は背中の負傷の影響もあり、スコティッシュリーグカップのリヴィングストンFC戦での1得点にとどまっていたように調子を崩していた。だが、2013年12月29日のパーティック・シッスルFC戦でリーグ戦初得点、次のセント・ジョンストンFC戦でも得点すると、この2試合の結果をもってしてマクファデン本人は復調を宣言しており、その言葉が示すように3月1日のハート・オブ・ミドロシアンFC戦 (4-1)では1得点3アシストと全得点に絡む活躍を見せ、3月22日のロス・カウンティFC戦でリーグ4得点目を挙げた。これらの活躍にクラブと選手の双方は、当初契約延長についてポジティブなものだったが、2ヶ月後に定期的な負傷がネックとなり、5月14日に退団が決定した。

#### セント・ジョンストン
2014年10月1日にセント・ジョンストンFCと2014-15シーズン終了までの契約を締結する。セント・ジョンストンでは、4日のセント・ミレン戦で初出場、11月22日のロス・カウンティ戦で初得点を挙げており、公式戦20試合中半分が交代出場によるものだった。2015年5月25日に退団が確認された。

#### マザーウェル再復帰
セント・ジョンストンを退団して以降はマザーウェルでトレーニングに参加したが、2015年12月18日に同クラブと翌年1月末までの契約を結び3度目の所属となった。当初は契約満了後にMLSのフィラデルフィア・ユニオンに移籍する予定であったが、2016年2月13日にマザーウェルとシーズン終了までの契約を新たに交わした。7月26日、オールダム・アスレティックAFCの監督に就任するスティーヴ・ロビンソンの後任としてクラブの助監督を兼任することが発表された。

#### クイーン・オブ・ザ・サウス
2017年9月8日、クイーン・オブ・ザ・サウスFCに2018年1月までの短期間の契約で移籍した。

### 代表
2002年の19歳の時に南アフリカ戦でスコットランド代表初出場を飾る。試合後の夜に飲み歩く問題行動から代表でのキャリアは暗雲が垂れ込めたかに思われたが、ベルティ・フォクツ監督の下で定位置を確保しており、2003年9月6日にハムデン・パークで行われたUEFA EURO 2004予選のフェロー諸島戦で初得点を挙げ、同予選プレーオフのオランダ戦 (1-0)では決勝点を挙げた。その後、2007年9月のUEFA EURO 2008予選フランス戦での決勝点は、グループリーグ首位に位置付けるものだったこともあり、名を知らしめ、10月に行われた次のウクライナ戦でも得点したが、最後のイタリア戦で得点を挙げることが出来ず、また、チームも敗北し、UEFA EURO 2008出場権を逃した。
2010 FIFAワールドカップ・ヨーロッパ予選のアイスランド戦において、ペナルティーキックを一旦防がれるも、跳ね返ったボールに反応して決勝点を挙げる。しかし、FIFAの公式記録にはバリー・ロブソンの得点と記載されていた為、スコットランドサッカー協会はFIFAに働きかけ、正式にマクファデンの得点と修正された。2010年9月、UEFA EURO 2012予選のリヒテンシュタイン戦で突如としてハーフタイムに交代させられ、試合後にクレイグ・レヴェイン監督からプレーを批判されたマクファデンは、程なくしてクラブで重傷を負ったことも重なって代表から遠ざかっており、2013年には、クラブでの活躍から後任のゴードン・ストラカン新監督に代表への扉が開いていると示唆されたが、リヒテンシュタイン戦から5年以上経過してもプレーすることはなかった。

## 個人成績

### クラブでの出場記録
出典:
| クラブ               | シーズン         | 国内リーグ                     | 国内リーグ | 国内リーグ | カップ | カップ | リーグカップ | リーグカップ | 国際大会 | 国際大会 | 合計 | 合計 |
| クラブ               | シーズン         | 所属リーグ                     | 出場       | 得点       | 出場   | 得点   | 出場         | 得点         | 出場     | 得点     | 出場 | 得点 |
| -------------------- | ---------------- | ------------------------------ | ---------- | ---------- | ------ | ------ | ------------ | ------------ | -------- | -------- | ---- | ---- |
| マザーウェル         | 2000-01          | スコティッシュ・プレミアシップ | 6          | 0          | 1      | 0      | 0            | 0            | -        | -        | 7    | 0    |
| マザーウェル         | 2001-02          | スコティッシュ・プレミアシップ | 24         | 10         | 1      | 0      | 0            | 0            | -        | -        | 25   | 10   |
| マザーウェル         | 2002-03          | スコティッシュ・プレミアシップ | 30         | 13         | 4      | 5      | 1            | 1            | -        | -        | 35   | 19   |
| マザーウェル         | 2003-04          | スコティッシュ・プレミアシップ | 3          | 3          | 0      | 0      | 0            | 0            | -        | -        | 3    | 3    |
| マザーウェル         | 合計             | 合計                           | 63         | 26         | 6      | 5      | 1            | 1            | -        | -        | 70   | 32   |
| エヴァートン         | 2003-04          | プレミアリーグ                 | 23         | 0          | 1      | 0      | 3            | 0            | -        | -        | 27   | 0    |
| エヴァートン         | 2004-05          | プレミアリーグ                 | 23         | 1          | 3      | 2      | 3            | 0            | -        | -        | 29   | 3    |
| エヴァートン         | 2005-06          | プレミアリーグ                 | 32         | 6          | 4      | 1      | 1            | 0            | 4        | 0        | 41   | 7    |
| エヴァートン         | 2006-07          | プレミアリーグ                 | 19         | 2          | 0      | 0      | 2            | 1            | -        | -        | 21   | 3    |
| エヴァートン         | 2007-08          | プレミアリーグ                 | 12         | 2          | 1      | 0      | 3            | 2            | 5        | 1        | 21   | 5    |
| エヴァートン         | 合計             | 合計                           | 109        | 11         | 9      | 3      | 12           | 3            | 9        | 1        | 139  | 18   |
| バーミンガム         | 2007-08          | プレミアリーグ                 | 12         | 4          | 0      | 0      | 0            | 0            | -        | -        | 12   | 4    |
| バーミンガム         | 2008-09          | チャンピオンシップ             | 30         | 4          | 0      | 0      | 0            | 0            | -        | -        | 30   | 4    |
| バーミンガム         | 2009-10          | プレミアリーグ                 | 36         | 5          | 4      | 0      | 1            | 0            | -        | -        | 41   | 5    |
| バーミンガム         | 2010-11          | プレミアリーグ                 | 4          | 0          | 0      | 0      | 1            | 1            | -        | -        | 5    | 1    |
| バーミンガム         | 合計             | 合計                           | 82         | 13         | 4      | 0      | 2            | 1            | -        | -        | 88   | 14   |
| エヴァートン         | 2011-12          | プレミアリーグ                 | 7          | 0          | 1      | 0      | 0            | 0            | -        | -        | 8    | 0    |
| エヴァートン         | 合計             | 合計                           | 7          | 0          | 1      | 0      | 0            | 0            | -        | -        | 8    | 0    |
| サンダーランド       | 2012-13          | プレミアリーグ                 | 3          | 0          | 0      | 0      | 0            | 0            | -        | -        | 3    | 0    |
| サンダーランド       | 合計             | 合計                           | 3          | 0          | 0      | 0      | 0            | 0            | -        | -        | 3    | 0    |
| マザーウェル         | 2012-13          | スコティッシュ・プレミアシップ | 13         | 5          | 0      | 0      | 0            | 0            | 0        | 0        | 13   | 5    |
| マザーウェル         | 2013-14          | スコティッシュ・プレミアシップ | 27         | 4          | 1      | 0      | 1            | 1            | 1        | 0        | 30   | 5    |
| マザーウェル         | 合計             | 合計                           | 40         | 9          | 1      | 0      | 1            | 1            | 1        | 0        | 43   | 10   |
| セント・ジョンストン | 2014-15          | スコティッシュ・プレミアシップ | 17         | 1          | 2      | 1      | 1            | 0            | 0        | 0        | 20   | 2    |
| セント・ジョンストン | 合計             | 合計                           | 17         | 1          | 2      | 1      | 1            | 0            | 0        | 0        | 20   | 2    |
| キャリア通算成績     | キャリア通算成績 | キャリア通算成績               | 321        | 60         | 23     | 9      | 17           | 6            | 10       | 1        | 371  | 76   |

### 代表での成績
出典:
| スコットランド代表 | スコットランド代表 | スコットランド代表 |
| 年                 | 出場               | 得点               |
| ------------------ | ------------------ | ------------------ |
| 2002               | 2                  | 0                  |
| 2003               | 7                  | 2                  |
| 2004               | 10                 | 4                  |
| 2005               | 5                  | 2                  |
| 2006               | 7                  | 2                  |
| 2007               | 6                  | 3                  |
| 2008               | 5                  | 1                  |
| 2009               | 3                  | 1                  |
| 2010               | 3                  | 0                  |
| Total              | 48                 | 15                 |

#### 代表での得点
出典:
| #   | 開催日         | 開催地           | 対戦国       | スコア | 結果 | 大会                        |
| --- | -------------- | ---------------- | ------------ | ------ | ---- | --------------------------- |
| 1.  | 2003年9月6日   | グラスゴー       | フェロー諸島 | 3-1    | 3-1  | UEFA EURO 2004予選          |
| 2.  | 2003年11月15日 | グラスゴー       | オランダ     | 1-0    | 1-0  | UEFA EURO 2004予選          |
| 3.  | 2004年3月31日  | グラスゴー       | ルーマニア   | 1-2    | 1-2  | 親善試合                    |
| 4.  | 2004年5月27日  | タリン           | エストニア   | 0-1    | 0-1  | 親善試合                    |
| 5.  | 2004年9月3日   | バレンシア       | スペイン     | 0-1[a] | 1-1  | 親善試合                    |
| 6.  | 2004年11月17日 | エディンバラ     | スウェーデン | 1-3    | 1-4  | 親善試合                    |
| 7.  | 2005年6月4日   | グラスゴー       | モルドバ     | 2-0    | 2-0  | 2006 FIFAワールドカップ予選 |
| 8.  | 2005年10月12日 | ツェリェ         | スロベニア   | 2-0    | 3-0  | 2006 FIFAワールドカップ予選 |
| 9.  | 2006年5月11日  | 神戸             | ブルガリア   | 1-3    | 1-5  | キリンカップ                |
| 10. | 2006年9月2日   | グラスゴー       | フェロー諸島 | 2-0    | 6-0  | UEFA EURO 2008予選          |
| 11. | 2007年9月8日   | グラスゴー       | リトアニア   | 3-1    | 3-1  | UEFA EURO 2008予選          |
| 12. | 2007年9月12日  | パリ             | フランス     | 0-1    | 0-1  | UEFA EURO 2008予選          |
| 13. | 2007年10月13日 | グラスゴー       | ウクライナ   | 3-1    | 3-1  | UEFA EURO 2008予選          |
| 14. | 2008年9月10日  | レイキャヴィーク | アイスランド | 0-2    | 1-2  | 2010 FIFAワールドカップ予選 |
| 15. | 2009年9月5日   | グラスゴー       | 北マケドニア | 2-0    | 2-0  | 2010 FIFAワールドカップ予選 |

a. ^ 照明の故障と後半の大雨により試合は放棄となっているが、SFAは記録に計上している。

## タイトル

### クラブ
バーミンガム
- フットボールリーグカップ : 2010-11

### 個人
- スコットランドFWA年間最優秀若手選手賞（英語版） : 2001-02
- スコットランドPFA年間最優秀若手選手賞（英語版） : 2002-03
- スコティッシュ・プレミアリーグ月間最優秀若手選手賞（英語版） : 2002年1月度

### 代表
スコットランド
- キリンカップサッカー : 2006